# Ein Wigwam für die Störche
Ein Wigwam für die Störche ist ein Spielfilm für Kinder und Erwachsene des Fernsehens der DDR von Andreas Schreiber aus dem Jahr 1986, frei nach einer Erzählung von Wolf Spillner.

## Handlung
In dem Dorf Medela wird der Dorfälteste Fritz Schmal unter großer Anteilnahme zu Grabe getragen. Zuvor geht Till mit seinem Vater noch einmal auf dessen Grundstück, um nach dem Storch auf seinem neuen Nest zu sehen. Als sie sich danach dem Trauerzug anschließen, kommt gerade die Störchin aus Afrika zurück und setzt sich zu ihrem Mann auf das Nest. Es kommt also, wie es Opa Schmal vorausgesagt hatte. Der nun folgende Rückblick zeigt, wie alles begann.
In Opa Schmals halb verfallener Scheune habe sich die beiden Jungen Till und Jürgen, mit seiner Unterstützung, einen Wigwam für ihre Indianerspiele eingerichtet. Als Fritz Schmal mit seinem Fahrrad zum Einkauf in das Nachbardorf fährt, trifft er auf Paul Faust mit dessen Traktor, der ihn daran erinnert, dass am nächsten Morgen seine Scheune durch Mitarbeiter der LPG abgerissen werden soll. Dagegen ist nichts zu sagen, denn die Scheune fällt schon fast von allein zusammen und anschließend wird er eine viel schönere Sicht aus seinem Fenster haben. Nachdem er nach der Fahrt durch den strömenden Regen, an diesen kalten Frühlingstag, wieder auf seinem Grundstück ankommt, wirft er noch einmal einen Blick auf die alte Scheune und sieht auf dem Dach das noch unbewohnte Storchennest. Plötzlich fällt ihm ein Geschehen aus seiner Jugend ein, als er als Knecht auf einem Gutshof arbeitete. Da musste er auf Anordnung des Gutinspektors ein Storchennest von einem Dach herunterreißen, obwohl sich Nachwuchs darin befand. So etwas will er nicht noch einmal erleben, weshalb er umgehend, noch völlig durchnässt, zum LPG-Vorsitzenden fährt und ihn auffordert, den Abriss zu verschieben, doch der lässt sich nicht erweichen.
Zurück auf seinem Hof, Till hatte sich inzwischen zu ihm gesellt, erklärt er ihm, dass die Scheune abgerissen werden soll. Deshalb soll er den ehemaligen Hühnerstall leerräumen, damit dort der Wigwam neu eingerichtet werden kann. Nach dem Einräumen setzt sich Opa Schmal, bei dem sich langsam eine Erkältung bemerkbar macht, mit Till auf eine Bank und erzählt ihm die Geschichte, wie der das Storchennest herunterreißen musste. Er sagte auch, dass er den Inspektor bat, noch drei Wochen zu warten, bis die jungen Störche flügge sind, doch der blieb bei seiner Meinung. Nachdem das Nest herunterfiel und auch die Jungen nicht mehr lebten, riss der junge Fritz den Gutsinspektor vom Pferd und verprügelte ihn, was für Fritz Schmal die Arbeitslosigkeit bedeutete. Nach der Erzählung geht Till nach Hause und kommt mit einem Zeitungsausschnitt wieder zurück. Opa Schmal erkennt darauf ein Gestell für ein Storchennest, das er mit einem Indianerzelt, einem Tipi, vergleicht. Sofort reift in ihm die Idee, ein solches Gestell zu bauen, und gemeinsam fahren sie zum Förster, damit er ihnen drei lange Kiefernstämme liefert. Obwohl der sich erst weigert, lässt er sich dann doch noch überzeugen. Während Paul Faust mit seinem Kollegen, nachdem sie die Scheune eingerissen haben, am nächsten Tag die Stämme mit dem Traktor aus dem Wald holen, haben Till und Jürgen ein Wagenrad organisiert. Gemeinsam graben sie nun die Löcher für das Storchentipi. Obwohl es Opa Schmal immer schlechter geht, fahren sie gemeinsam am Abend noch mit dem Boot hinaus, um Weidenruten für das Nest zu holen. 
Als am nächsten Tag die Helfer kommen, um das Gestell für das Storchennest aufzurichten, liegt Opa Schmal im Bett, nachdem er aber zuvor noch die Weidenruten um das Rad gewickelt hat. Jürgen geht schnell den Doktor holen, Till bleibt bei Opa Schmal, während viele Helfer von der freiwilligen Feuerwehr inzwischen die zusammenbebauten Kiefernstämme aufrichten. In dem Moment, als das Wagenrad installiert wird, kreist ein Storch über dem Dorf. Till sieht ihn und Opa Schmal steht auf, geht zum Fenster, kann ihn ebenfalls sehen, bricht zusammen und hat aufgehört zu leben.

## Produktion und Veröffentlichung
Das Szenarium stammte von Manfred Richter und die Dramaturgie lag in den Händen von Katharina Steinke. Die Filmaufnahmen entstanden in dem kleinen Dorf Zehlendorf bei Oranienburg.
Die Erstausstrahlung des auf ORWO-Color geschaffenen Films erfolgte am 28. März 1986 im 1. Programm des Fernsehens der DDR. 

## Kritik
In der Berliner Zeitung schrieb Angelika Rätzke, dass der Film ohne viel Beiwerk auskommt, dafür aber einige Befindlichkeiten über das Leben zeige. Es sei zwar keine große Geschichte, die aber viel Lebensweisheit und Poesie offenbart, woran Erwin Geschonneck einen gewaltigen Anteil hat.

Mimosa Künzel findet in der Neuen Zeit nur lobende Worte und schreibt weiter: 

„Regisseur Andreas Schreiber inszenierte die gegenwartsorientierte Filmnovelle ohne pädagogischen Zeigefinger und ohne allzu große Gefühlsbetonung; fast sachlich konkret setzte er die lebensnahen Akzente. Und Ralf Neubert (Kamera) in kindbezogenen Aufnahmen die Natur ins Bild: den dörflichen Arbeitsalltag, die Umwelt auf dem Lande.“

Im Neuen Deutschland schrieb Peter Hoff: 

„Der Film wurde im Familienprogramm gesendet, und es ist zu wünschen, dass er in den Familien gesehen und diskutiert wurde. Die Beziehung des Menschen zu der ihn umgebenden Welt, seine Verantwortung für die Natur sind schließlich Themen, die Eltern wie Kinder gleichermaßen angehen. Sie mit Poesie und ohne aufdringliche Belehrung den Zuschauern nahegebracht zu haben, ist ein Verdienst dieses Films.“

## Auszeichnungen
- 1987: Goldener Spatz: Ehrendiplom für die Hauptrolle an Erwin Geschonneck